# Alkony sugárút (film)
Az Alkony sugárút (eredeti cím: Sunset Blvd.)  1950-ben bemutatott fekete-fehérben készült film noir dráma, melynek rendezője és társírója Billy Wilder. A történet helyszíne a ténylegesen létező Sunset Boulevard, amely Beverly Hillst is keresztezve Nyugat-Los Angelesben húzódik.
Egy fiatal és sikertelen forgatókönyvíró találkozik a némafilmek egykori sztárjával, aki a múltban él, de a filmvászonra való visszatérésről álmodozik. A filmben Cecil B. DeMille rendező mellett, aki önmagát alakítja, megjelennek cameoszerepben a némafilmek egykori sztárjai: Buster Keaton, H. B. Warner és Anna Q. Nilsson is.
A filmet a megjelenése óta dicsérik a kritikusok, klasszikusnak számít. Gyakran úgy hivatkoznak rá, mint az az amerikai filmgyártás történetének egyik legfigyelemreméltóbb filmjére. A film 3 Oscar-díjat nyert, összesen 11-re jelölték. 1989-ben az amerikai kongresszusi könyvtár a filmet beválasztotta megőrzésre a nemzeti filmarchívumba. 1998-ban az Amerikai Filmintézet a 12. helyre sorolta be minden idők 100 legjobb amerikai filmje közé. 2007-ben a film a 16. helyre került.

## Cselekménye
Egy fiatal férfi élettelen teste lebeg egy régen elfeledett némafilmsztár úszómedencéjében, három golyóval a testében.
A film visszaugrik fél évet, amikor a történet elkezdődött. Joe Gillis fiatal forgatókönyvíró hiába ír hetente két új történetet, azokat nem veszik meg a stúdiók, mert a történetei vagy nem elég eredetiek, vagy túlságosan azok. A Paramount Pictures producere nem hajlandó átvenni legújabb írását. Miközben Gillis írógépén a legújabb történetén dolgozik, a lakásán két férfi jelenik meg, és a tartozása megfizetésére szólítják fel, ellenkező esetben lefoglalják a kocsiját. Gillis azt mondja, hogy kölcsönadta a kocsiját valakinek, valójában azonban nem tud lemondani az autóról, hiszen a munkájához szüksége van rá. Kétségbeesetten körbetelefonálja barátait, ügynökét személyesen is felkeresi, de senki nem ad neki kölcsön pénzt. Autózás közben a végrehajtók észreveszik és a nyomába erednek. Gillis autója defektet kap, de sikerül egy elhagyatott, romos villa üres garázsába állnia a kocsijával. Amikor távozni akar, egy nő hangját hallja a villából, majd egy férfi integetni kezd neki. A villa nem lakatlan. Gazdája az elpusztult csimpánzát akarja eltemetni a kertben és azt hiszi, hogy Gillis emiatt jött. Amikor kiderül, hogy tévedésről van szó, és Gillis író, a nő azzal fordul hozzá, hogy segítsen átolvasni a kéziratot, amit ő írt a saját maga számára, hogy azzal a filmmel térjen vissza a filmvászonra. Ő ugyanis Norma Desmond (Gloria Swanson), a némafilmek egykori sztárja.
Gillis nem akar visszamenni a lakására, ahol a végrehajtók kereshetik, ezért a villa vendégszobájában szállásolják el. A nő fizetést ígér neki, ha segít a Salome kéziratának átdolgozásában. Gillis szerint a kézirat túlságosan hosszú, legalább hat film kitelne belőle, a nő azonban nem szívesen enged kihúzni belőle. Kapcsolatuk eleinte hűvös és kizárólag szakmai jellegű.
Azonban Max, Norma inasa már másnap reggelre elhozza az összes holmiját a lakásából a jelenlegi szállására. A férfi tiltakozik az eljárás ellen, de belátja, hogy ez a hatékonyabb munka érdekében szükséges. Amikor egy esős napon a szoba plafonja beázik, Gillis a házba költözik, Norma szobája mellé, ahol egykor három férje lakott.
Gillis kizárólag a munkára koncentrál, Norma azonban szabónál, méretre készített ruhákat, drága felöltőket, cigarettatárcákat vesz neki. Szilveszterre Gillisnek frakkot kell viselnie. Egy zenekar közreműködésével töltik el az estét, amin kizárólag ők ketten vesznek részt. Norma bizalmasan a férfihoz simul, majd bevallja neki, hogy szereti. Gillis ettől megrémülve elrohan és egy barátjához megy, ahol rengeteg vidám ember hangosan szórakozik. Köztük van az a fiatal lány is, Betty Schaefer, aki dramaturgként dolgozik a Paramountnál, és aki keményen megbírálta Gillis utolsó írását. A lány szégyenli a dolgot, és Gillis egyik írását kezdi dicsérni. Gillis hazatelefonál a villába, hogy elhozassa a holmiját, de az inas közli vele, hogy Norma öngyilkosságot kísérelt meg (korábbi elmondása szerint ez nem az első eset, emiatt a ház ajtajait nem lehet bezárni). Gillis azonnal visszarohan a házba.
Norma szemrehányást tesz a férfinak, és arra kéri, hogy ne gyűlölje őt.
Amikor Norma úgy érzi, hogy a kézirat készen van, beküldi a Paramounthoz, Cecil B. DeMille rendezőnek, akivel régen sok filmet forgattak együtt. Véletlenül ugyanebben az időszakban Gordon Cole, aki a Paramount kellékosztályán dolgozik, többször felhívja Norma Desmond számát. A nő azt hiszi, hogy DeMille egyik beosztottja keresi, nem maga a rendező, ezt sértésnek veszi és nem megy a telefonhoz.
Személyesen mennek el a stúdióba, hogy a kéziratról és filmről beszéljenek DeMille-lel. DeMille rossznak tartja a kéziratot, de ezt nem akarja megmondani egykori sztárjának, ezért a rendezői székbe ülteti, hogy a nő lássa, mennyi minden megváltozott az ő ideje óta. Norma azonban ezt nem veszi észre, és a produkcióban részt vevők rajongása még inkább erősíti azt a vágyát, hogy újra filmben szerepeljen. Közben kiderül, hogy Gordon Cole-t csak Norma régi luxusautója, egy ritka, 1932-es olasz kocsi, az Isotta-Fraschini érdekli, és nem a kézirat miatt hívta. Max ragaszkodik hozzá, hogy ezt ne mondják meg Normának, ahogy azt sem, hogy a „rajongói levelek”-et ő hamisítja. Gillis a stúdióban észreveszi az ott dolgozó Bettyt, és elhatározzák, hogy közösen egy kéziraton fognak dolgozni, nyesegetve egymás hibáit.
Gillis éjszakánként eljár a stúdióba, hogy a lány irodájában dolgozzanak. Norma rájön, hogy a férfi nincs otthon, és másik nőt gyanít a háttérben. Ennek semmi alapja nincs, mert Gillis és Betty Schaefer kapcsolata szigorúan szakmai jellegű.
Az éjszakai kiruccanások Max előtt sem maradnak titokban. Egyik éjszaka megvárja Gillist a garázsban, és bevallja neki, hogy ő is filmrendező és ő volt Norma első férje. Válásuk után mellette maradt inasként, mert őt tartja a világon a legnagyobb sztárnak.
Betty Schaefer azonban beleszeret Gillisbe. Amikor Norma erre rájön, felhívja Bettyt és célzásokat tesz rá, hogy faggassa ki, miből él a férfi és hol lakik. Gillis meghallja a telefonbeszélgetést, kiveszi a kagylót Norma kezéből, majd megadja a címet a lánynak, hogy az a saját szemével lásson mindent. Betty a barátnőjével annak autóján elmegy a megadott címre. Itt Gillis színt vall, és azt a kérdést teszi fel a lánynak, hogy a gazdag nő melletti életet, vagy a szegénységet válassza-e, bár tudja, hogy a lány szereti őt. A lány elrohan. Ezután Gillis csomagolni kezd egy bőröndbe. Norma elé dobálja annak ajándékait (arany cigarettatárca, öngyújtó, inggomb stb.), és csak néhány holmit rak a táskába. Norma szemébe vágja a kellemetlen igazságokat: a filmesek és az emberek 20 éve elfelejtették őt, nem lesz új filmje, a stúdió csak a kocsija miatt hívta és nem a kéziratért, továbbá, hogy a rajongói leveleket Max írta. Max azonban nem erősíti meg állításait. Norma megfenyegeti Gillist, hogy ha elhagyja, megöli magát, és bizonyságul egy pisztolyt mutat a férfinak, amit erre a célra vásárolt. Gillis nem törődik ezzel és levonul a lépcsőn. Normán ekkor az őrület jelei kezdenek mutatkozni, azt emlegeti, hogy egy sztárt nem lehet elhagyni, és amikor a férfi kimegy a házból, több lövéssel megöli. A férfi teste a medencébe esik.
Mire a rendőrség megérkezik, hogy kihallgassák, Norma teljesen a fantáziavilágába menekül, és semmit nem válaszol a kérdésekre. Amikor azonban meghallja, hogy „megérkeztek a filmesek” (ti. a riporterek), felélénkül, és azt hiszi, hogy a filmje forgatása kezdődik. Max (akit DeMille-nek gondol) meggyőzi, hogy vonuljon le a lépcsőn. Norma rendőrök és riporterek sorfala között drámai lassúsággal levonul a lépcsőn, és elmondja a film legismertebb mondatát: „Köszönöm kedves DeMille, kezdhetjük a felvételt!”

## Szereposztás
| Szerep                          | Színész            | Magyar hangja (1. szinkron) | Magyar hangja (2. szinkron) |
| ------------------------------- | ------------------ | --------------------------- | --------------------------- |
| Joseph C. Gillis (Joe)          | William Holden     | Végvári Tamás               | Széles Tamás                |
| Norma Desmond                   | Gloria Swanson     | Lukács Margit               | Kovács Nóra                 |
| Maximillian Von Mayerling (Max) | Erich von Stroheim | Benkő Gyula                 | Fodor Tamás                 |
| Betty Schaefer                  | Nancy Olson        | Borbás Gabi                 | Hámori Eszter               |
| Sheldrake                       | Fred Clark         | Velenczey István            | Tarján Péter                |
| Morino                          | Lloyd Gough        | Papp János                  | Hankó Attila                |
| Arthur Green (Artie)            | Jack Webb          | Konrád Antal                | Vass Gábor                  |
| Cecil B. DeMille                | önmaga             | Szabó Sándor                | Barbinek Péter              |
| Gordon Cole                     | Bert Moorhouse     | Koós János                  | Jakab Csaba                 |
| Temetkezési vállalkozó          | Franklyn Farnum    | Kránitz Lajos               | Láng József                 |
| 1. végrehajtó                   | Larry J. Blake     | Kristóf Tibor               | Sinkó László                |
| 2. végrehajtó                   | Charles Dayton     | Tordy Géza                  | Háda János                  |
| Hedda Hopper                    | önmaga             | Földessy Margit             | Kovács Nóra                 |
| Buster Keaton                   | önmaga             | Reviczky Gábor              | Bolla Róbert                |
| Anna Q. Nilsson                 | önmaga             | Varga Zsuzsanna             | Györfi Anna                 |
| H. B. Warner                    | önmaga             | Beregi Péter                | Maday Gábor                 |
| Ray Evans                       | önmaga             | Varga Tamás                 | Kőszegi Ákos                |
| Jay Livingston                  | önmaga             | Nagy-Kálózy Eszter          | Gubás Gabi                  |

## Megjelenése
A digitálisan felújított film DVD-n 2002. november 26-án jelent meg.

## Fogadtatás
A filmkritikusok véleményét összegző Rotten Tomatoes 98%-ra értékelte 53 vélemény alapján.
Az író-rendező Billy Wilder csípős humorának és a film noir klasszikus elemeinek vegyítése valami sajátos komédiát és sajátos film noirt hoz létre. Nincs harsány nevetésre ingerlő jelenet, de van elfojtott kuncogás; ott van például a csimpánz éjszakai temetése, vagy amikor Joe kelletlenül felvállalja a dzsigoló szerepét; de ilyen a szinte viaszfigurákkal játszott bridzsparti, amin Norma barátai, olyan egykori filmszínészek vesznek részt, mint Buster Keaton
Richard Corliss forgatókönyv-író szerint az Alkony sugárút „Határozottan hollywoodi horrorfilm”. Szerinte szinte minden mozzanat kísérteties. Megjegyzi, hogy a történetet egy halott meséli el; Norma először azt gondolja, hogy Joe a temetkezési vállalkozó; a történet szinte teljes egészében egy régi, sötét házban játszódik. Összeveti a von Stroheim által alakított Max figuráját Az operaház fantomja Erik-jével, Norma Desmondot pedig Drakula gróffal. Megjegyzi, hogy a kísérőszöveg olcsó szarkazmust alkalmaz, összességében gratulál az íróknak.
Wilder másokra hagyta a forgatókönyv és a film elemzését. Amikor megkérdezték tőle, hogy az Alkony sugárút fekete komédia-e, azt válaszolta: „Nem, ez csak egy film.”
Wilder és Brackett idegesek voltak arra a gondolatra, hogy a filmet egyből Hollywoodban mutassák be, ezért elővetítést tartottak az Illinois állambeli Evanstonban. Az eredeti változatban a kezdő képsor egy hullaházban a holttesteket mutatja, akik elmondják, hogyan kerültek oda. Joe Gillis visszaemlékezésében elmondja, hogy őt meggyilkolták. A közönség nevetett a jeleneten, és bizonytalanok voltak benne, hogy a film további része vígjáték vagy dráma lesz-e. Mivel egy másik vetítésen is hasonlóan reagáltak, ezt a kezdő jelenetet kivágták. Az új változatot másképpen fogadta a közönség Poughkeepsie-ben (New York állam), így ez lett a végleges verzió.
Hollywoodban a Paramount megszervezett egy magánjellegű vetítést, amin csak meghívottak vettek részt, köztük különböző filmstúdiók vezetői és színészek is voltak. A film vetítése után Barbara Stanwyck bókolt és csókot dobott Gloria Swanson felé. Swanson a visszaemlékezései szerint kereste Mary Pickfordot a tömegben, de mondták neki, hogy a színésznő nem jelent meg. Louis B. Mayer leszidta Wildert mindenki előtt: „Megszégyenítetted az ipart, ami létrehozott és amiből élsz! Téged be kellene kátrányozni, tollban meghempergetni és kiűzni Hollywoodból!” Mae Murray színésznőt, Swanson kortársát sértette a film: „Közülünk, még aki nagyon odavolt a férfiakért, az sem volt ennyire őrült.”
Az Alkony sugárút túlnyomórészt pozitív értékeléseket kapott a kritikusoktól. A Time azt írta róla: „Hollywood legrosszabb oldala, Hollywood legjobb stílusában tálalva.” A Boxoffice Review szerint: „A nézőket el fogja bűvölni a film.”
James Agee, a Sight and Sound filmkritikusa dicsérte a filmet: „Wilder és Brackett nagyon jól megcsinálták ezt a precíz, hideg, ügyes, cinikus munkát.” A Good Housekeeping szerint „Swanson olyan hölgy, aki a következő évtizedbe is átível a varázslatával.” Az amerikai Look magazin dicsérte Swanson pompás és borzongató alakítását.
Néhány kritikus azt is előre látta, hogy a filmnek időtálló varázsa lesz. A The Hollywood Reporter azt írta, hogy „A következő generációk elemezni fogják az alkotás tartósságát és nagyszerűségét.” A Commonweal szerint „A jövőben az Amerikai Kongresszusi Könyvtár örülni fog, ha ilyen alkotás lesz a birtokában, mint az Alkony sugárút.”
A kevés negatív kritika között volt a The New Yorkeré, akik azt írták róla: „Egy szelet mesterkélt Roquefort, ami egy jó ötletnek csak a csíráját tartalmazza.” Thomas M. Pryor, a  The New York Times filmkritikusa szerint a halott Joe Gillis alkalmazása narrátorként „teljesen méltatlan Bracketthez és Wilderhez, de ez szerencsére nem rontja el az Alkony sugárút sikerét.”
Miután már hét hete vetítették a Radio City Music Hallban, a Variety magazin jelezte, hogy a film bevételei meghaladták az 1,2 millió amerikai dollárt, ami abban az időben rekordnak számított.  A Variety megjegyezte azt is, hogy a film elsősorban a nagyvárosokban sikeres, vidéken kevésbé. Gloria Swanson a film reklámozása érdekében vonattal körútra indult az Egyesült Államok államaiba, és néhány hónap alatt 33 városban járt. Ennek hatására a film nézettsége emelkedni kezdett, de sok vidéki körzetben nem érte el a sikeresnek számító filmek szintjét.

## Fontosabb díjak, jelölések
Oscar-díj (1951)
Az Alkony sugárút 11 Oscar-díj jelölést kapott, amiből hármat megnyert.
| díj neve                     | eredmény | jelölt                                               |
| ---------------------------- | -------- | ---------------------------------------------------- |
| legjobb film                 | Jelölve  | Paramount (Charles Brackett producer)                |
| legjobb rendező              | Jelölve  | Billy Wilder                                         |
| legjobb férfi főszereplő     | Jelölve  | William Holden                                       |
| legjobb női főszereplő       | Jelölve  | Gloria Swanson                                       |
| legjobb eredeti forgatókönyv | Elnyerte | Charles Brackett, D. M. Marshman, Jr., Billy Wilder  |
| legjobb férfi mellékszereplő | Jelölve  | Erich von Stroheim                                   |
| legjobb női mellékszereplő   | Jelölve  | Nancy Olson                                          |
| legjobb látványtervezés      | Elnyerte | Hans Dreier, John Meehan, Samuel M. Comer, Ray Moyer |
| legjobb operatőr             | Jelölve  | John F. Seitz                                        |
| legjobb vágás                | Jelölve  | Arthur Schmidt, Doane Harrison                       |
| legjobb eredeti filmzene     | Elnyerte | Franz Waxman                                         |

Az Alkony sugárút 11 jelölését csak a Mindent Éváról (1950) múlta felül 14 jelöléssel, melyből hatot megkapott, köztük a legjobb film és legjobb rendező kategóriákban. A legtöbb kritikus arra számított, hogy a legjobb női főszereplőnek járó díjat Gloria Swanson vagy Bette Davis fogja kapni (utóbbi a Mindent Éváról főszerepéért). Ezért sokakat meglepett, hogy ezt a díjat a kezdő Judy Holliday kapta a Born Yesterday c. filmben nyújtott alakításáért. Swanson így emlékszik vissza a sajtó reakciójára Holliday győzelme után: „Lassan kezdtem rájönni, hogy ők valami őrületet vártak. Pontosabban, lehúzták a vécén Norma Desmondot.” Évekkel később egy interjúban Davis elmondta, hogy ő és Swanson gyakorlatilag egymást ejtették ki a versenyből. 1982-ben azt nyilatkozta a Playboy magazinnak: „Szerettem Swanson alakítását és ha ő nyert volna, hangosan felkiáltok, hogy »hurrá!«. Szenzációs volt, egyszerűen fantasztikus”.
Golden Globe-díj (1951)
- díj: legjobb dráma
- díj: legjobb női főszereplő – Gloria Swanson
- díj: legjobb rendező – Billy Wilder
- díj: legjobb filmzene
  - jelölés: legjobb mellékszereplő – Erich von Stroheim
  - jelölés: legjobb forgatókönyv – Charles Brackett, D.M. Marshman Jr., Billy Wilder
  - jelölés: legjobb operatőr – John F. Seitz

Writers Guild of America (1951)
- díj: legjobban megírt amerikai dráma – Billy Wilder és Charles Brackett

Directors Guild of America (1951)
- jelölés: legjobb rendező – Billy Wilder

National Board of Review (1950)
- díj: legjobb film
- díj: legjobb női főszereplő – Gloria Swanson
- díj: a tíz legjobb film

Amerikai Filmintézet
- 1998 – 100 év... 100 filmje – 12. hely
- 2005 – 100 év... 100 mozis idézet:
  - „Köszönöm kedves DeMille, kezdhetjük a felvételt!” (eredetiben: „All right, Mr. DeMille, I'm ready for my close-up.”) – 7. hely
  - (eredetiben: „I am big, it's the pictures that got small!”) – 24. hely
- 2005 – 100 év... 100 filmzene – 16. hely
- 2005 – 100 év... 100 filmje – 16. hely (tízéves jubileumi kiadás)

## A film készítése

### Előzmények, történelmi háttér
A Sunset Boulevard nevű út 1911-től kapcsolódott össze a hollywoodi filmkészítés fogalmával, amikor a város első filmstúdiója itt nyitotta meg kapuit. A film világában dolgozó munkások a gyorsan kiépülő környéken, szerény házakban laktak, de az 1920-as évekre a filmsztárok gázsija olyan magasságokba emelkedett, hogy gyakran ízléstelen megjelenésű luxusvillákat kezdtek építeni, amik megjelenésükkel igyekeztek elkápráztatni a mindenre kíváncsi nézők tömegeit.
Billy Wilder már fiatal emberként érdeklődött a film világa iránt. Az 1940-es években Wilder is Los Angelesben lakott, tudta, hogy sok korábbi, a némafilm világában dolgozó egykori sztár él elvonultan a világtól, és visszavonulva a filmezéstől. Eltűnődött azon, milyen lehet egy egykori sztár élete, akit már nem ünnepel a közönség. Ebből a gondolatból született a történet. A film főhősnőjét Norma Talmadge-ról mintázták , aki a némafilmek korában igazi sztár volt, majd annak végével elfelejtették.
Norma Desmond szobáinak falát Swanson fényképeivel dekorálták ki.
A film több filmre hivatkozik, mint például Elfújta a szél, illetve színészekre:  Darryl F. Zanuck, D. W. Griffith, Rudolph Valentino, Douglas Fairbanks, John Gilbert, Tyrone Power, Alan Ladd, William Demarest, Adolphe Menjou, Rod La Rocque, Vilma Bánky, Mabel Normand, Bebe Daniels, Marie Prevost, Betty Hutton, Pearl White, Charlie Chaplin és Barbara Stanwyck. Norma Desmond kijelenti a filmben, hogy imádja Greta Garbót.
Wilder nem csak a szokásos szereplők közül válogatott. Erich von Stroheim például a némafilmkorszak vezető rendezője volt az 1920-as években. Max szerepében együtt nézik Norma Desmonddal a Queen Kelly (1929) című némafilm néhány rövid részletét, amit Stroheim rendezett, és Swanson játssza benne a címszerepet.
Cecil B. DeMille-t sokat tartják annak a rendezőnek, aki Swansonból sztárt csinált. A filmben önmagát játssza a Samson and Delilah (1949) munkálatai alatt,  amit valóban akkor forgatott a Paramount Studiosnál. DeMille javaslatára Normát „young fella”-nak szólítja (a magyar szinkronban: „kislány”), ahogyan annak idején Swansont nevezte.
Egy komikus jelenetben Norma Desmond Charlie Chaplint utánozza, aki szintén a némafilmkorszakban kezdte a pályáját (később áttért a hangosfilmre és további sikeres filmeket alkotott). Hasonló jelenet, amiben Chaplint utánozza, Swanson Manhandled (1924) című filmjében is volt.
Norma Desmond hattyú alakú ágya eredetileg Gaby Deslys táncosé volt, aki 1920-ban halt meg. Az ágyat eredetileg a Universal vásárolta meg egy aukción, nem sokkal Deslys halála után. Ugyanez az ágy látható volt az The Phantom of the Opera (1925) című filmben is, amiben idősebb Lon Chaney játszott.
Wilder eredeti helyszíneket keresett és használt fel a filmben. Joe Gillis lakhelye az Alto Nido, valóban létező hely volt, Hollywood központjában, ahol akkoriban sok kezdő író lakott. Gillis és Betty Schaefer jelenete a Paramount egyik utcai díszleténél szintén valódi helyszín volt. A filmben többször látható „Schwab's Pharmacy” belsejét gondosan rekonstruálták. A Desmond-ház külső megjelenését a Wilshire Boulevardon álló egyik régi ház adta, amit az 1920-as években építettek. A ház Nicholas Ray filmjében, az öt évvel később készült Ok nélkül lázadóban is szerepelt. A házat később lebontották és irodaházat építettek a helyére.

### Szereplőválogatás

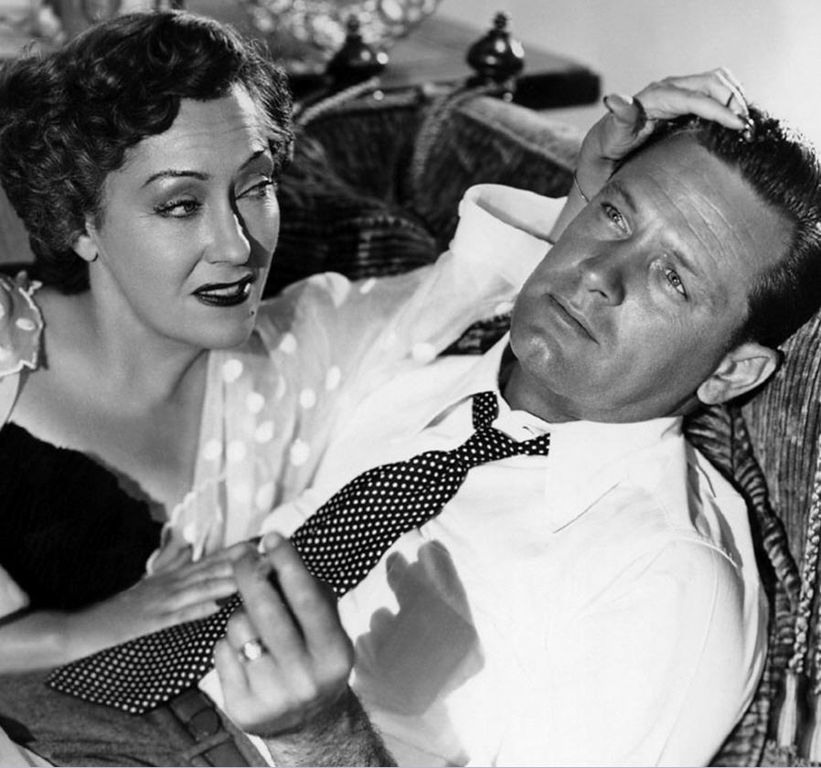
Wilder sok színésznek felajánlotta a főszerepet, végül Gloria Swanson és William Holden emlékezetes alakítást nyújtott

Brackett úgy emlékszik, Wilder és ő eleinte nem gondoltak arra, hogy Gloria Swansonnak adják Norma Desmond szerepét. Wilder gondolkozott rajta, hogy a főszerepeket Mae West és Marlon Brando játssza el, de nem kereste meg őket. Pola Negrit felhívta telefonon, de neki olyan erős lengyel kiejtése volt, hogy Wilder csak nehezen értette. Megkeresték Norma Shearert, hogy játssza el Norma Desmondot, de ő visszautasította, nyugalomba vonulása és ellenszenv miatt. Shearer férfipartnere Fred MacMurray lett volna. Greta Garbo nem érdeklődött a szerep iránt. Wilder és Brackett felkeresték Mary Pickfordot, de mielőtt még elmondták volna, miről van szó, Wilder rájött, hogy Pickford sértésnek venné a szerepet, amiben a szeretője fele annyi idős, mint ő. Pickford partnere Montgomery Clift lett volna.
Wilder tanácsot kért George Cukortól, aki Gloria Swansont ajánlotta a szerepre, aki annak idején az egyik leginkább ünnepelt színésznő volt, ismert volt szépségéről, tehetségéről és tékozló életstílusáról. Karrierje csúcsán, 1925-ben állítólag hetente 10 ezer rajongói levelet kapott. 1920 és 1930 között a Sunset Boulevardon lakott, egy gondosan megmunkált olaszos stílusú palotában. Sok tekintetben emlékeztetett Norma Desmondra, ő is képtelen volt megtenni az átmenetet a hangosfilmek világába. Swanson azonban tudomásul vette a filmkarrierje végét, és az 1930-as évek elején New Yorkba költözött, ahol előbb a rádiónál, majd az 1940-es évek közepétől a tévénél kezdett dolgozni. Swanson nem kereste a visszatérési lehetőséget a filmvászonra, és gyanakodva fogadta Wilder ajánlatát.
Swanson értetlenül fogadta, hogy próbafelvételre hívják. „Húsz filmet csináltam a Paramountnak, miért akarják, hogy meghallgatásra menjek?” Reakciója a történetbe is bekerült, amikor Norma Desmond azt mondja, amikor nem akarják beengedni a stúdió kapuján: „Nélkülem ma nem lenne Paramount”. Swanson a visszaemlékezéseiben leírja, hogy megkérdezte George Cukort, hogy túlságosan észszerűtlen lenne-e, ha visszautasítaná a próbafelvételen való részvételt. Cukor azt válaszolta, hogy Norma Desmond az a szerepe lesz, amiről emlékezni fognak rá. „Ha azt kérik, hogy csináld meg tízszer a próbafelvételt, akkor csináld meg tízszer a próbafelvételt, vagy személyesen én foglak lepuffantani.” Cukor lelkesedése meggyőzte Swansont, és aláírta a szerződést, ami 50 000 dollárról szólt. Egy 1975-ös interjúban Wilder elismerte, hogy Swanson reagálása érthető volt, mivel sok közös vonása volt a szereppel.
Montgomery Clift is aláírta a szerződést, ami heti 5000 dollárról szólt, amit 12 héten át garantáltan megkap, de nem sokkal a forgatás megkezdése előtt felmondta a szerződést, arra hivatkozva, hogy a „fiatal férfi szeret idősebb nőt” szituáció túlságosan hasonló az ő korábbi szerepéhez a The Heiress című filmben. Wilder dühösen reagált: „Ha ő igazi színész, el tudja játszani, hogy szerelmes akármelyik nőbe.” Megfigyelők szerint Clift azért utasította vissza a szerepet, mert neki saját magának volt kapcsolata egy jóval idősebb nővel (ő Libby Holman énekesnő volt).
A rendelkezésre álló Paramount sztárok közül Wilder és Brackett William Holden-t kerítette sorra, aki lenyűgöző bemutatkozást nyújtott a Golden Boy című 1939-es filmben. Az ezt követő Our Town (1940) után a második világháborúban a hadseregben szolgált. Későbbi szerepei mérsékelten voltak sikeresek. Lelkesen fogadta a forgatókönyvet, és szerette volna megkapni a szerepet. Nem tudta, hogy a gázsija 39 ezer dollárral kevesebb, mint amit Clift kapott volna.
Erich von Stroheim, aki az 1920-as években vezető filmrendező volt, és maga is rendezte Swansont, elvállalta Max szerepét, aki Norma mellett az alázatos inas és védelmező szerepét játssza. Betty Schaefer karakterére Wilder egy kezdőt szeretett volna, aki egészséges és egyszerű figurájával kontrasztot alkot Swanson túlcicomázott és megszállott figurájával szemben. Erre a szerepre Nancy Olsont választotta, akinek DeMille az 1949-es Samson and Delilah című filmjében Delilah szerepét akarta adni.

### Forgatókönyv
Wilder és Brackett 1948-ban kezdett dolgozni a forgatókönyvön. 1948 augusztusában alkalmazták D.M. Marshman Jr.-t (a Life magazin korábbi szerkesztője) a történet alakítására, mert lenyűgözte őket a kritika, amit az The Emperor Waltz (1948) című filmjükről írt.
Hogy a teljes történet részletei titokban maradjanak a Paramount Pictures előtt, és hogy az ún. „Breen Code” szerint működő cenzúra megszorításait kicselezzék, egyszerre csak pár oldalt küldtek be a forgatókönyvből. A Breen Office így is ragaszkodott néhány párbeszéd átírásához. A Paramount igazgatói úgy tudták, Wilder az A Can of Beans (=babkonzerv) című (nem létező) történet adaptálásán dolgozik, és viszonylag szabad kezet adtak neki a történet alakításában.
Még csak a történet egyharmada volt megírva, amikor 1949 május elején megkezdődött a forgatás. Wilder ekkor még nem tudta biztosan, hogyan fog véget érni a történet.
A történet sok utalást tartalmaz aktuális forgatókönyvírókra és magára Hollywoodra; a cinikus megjegyzéseket Gillis teszi. Amikor Betty megjegyzi: „Úgy hallottam, maga tehetséges”, az válaszolja: „Az tavaly volt. Az idén próbálok megélni belőle.”
Humorforrás a Norma Desmond által, arcrebbenés nélküli kimondott néhány állítás, amihez Gilis szarkasztikus megjegyzéseket fűz. Desmond  ezekről látszólag nem vesz tudomást. Gillis sok megjegyzése csak a nézők számára, narrációban hallható.
Amikor Gillis azt mondja, hogy a Norma által írt forgatókönyv túlságosan hosszú, megjegyzi: „Szeretni fogják Pomonában”. Ez utalás az akkoriban még vidékies, Los Angeles közelében lévő településre, aminek mozijaiba a hollywoodi stúdiók szívesen elvitték filmjeiket még a bemutatás előtt, hogy felmérhessék az átlagos mozinézők reakcióit.

### Filmzene
A film zenéjét Franz Waxman komponálta. A film zenei CD-je 2002-ben jelent meg, új felvételen, Joel McNeely és a Skót Szimfonikus Zenekar közreműködésével.

### Kreatív alkotógárda
Az Alkony sugárút fekete-fehér film noir stílusa John F. Seitz operatőrnek köszönhető. Wilder és ő már több alkalommal dolgoztak együtt, Wilder megbízott Seitz ítéleteiben és szabadságot biztosított neki a munkában. Amikor Seitz megkérdezte tőle, hogyan képzelte el a csimpánz temetését, Wilder azt válaszolta: „Hát tudod, csak a szokásos csimpánz-temetés.” Néhány belső jelenetnél Seitz port szóratott a levegőbe a kamera elé, hogy ezzel „dohos” hatást érjen el. Ezt a trükköt az 1944-es Double Indemnity című filmben is alkalmazta.
Wilder ragaszkodott hozzá, hogy Joe Gillis holttestét alulról nézvést mutassák, de ennek létrehozása nehézségekbe ütközött. Először a medence alján elhelyezett, speciális dobozba helyezett kamerát alkalmaztak, de ennek eredménye nem volt megfelelő Wilder számára, aki további kísérletezést javasolt. Végül a felvételt úgy készítették el, hogy a medence aljára tükröt tettek, ezt felülről megvilágították, és Holden figurájának tükörképét filmezték.
Tom Stempel filmtörténész ezt írja: „Seitz a Gyilkos vagyok (Double Indemnity, 1944) és az Alkony sugárút filmekben is olyat tesz, ami elbűvöl engem. Mindkét film stílusa film noir, és ezt valami fortéllyal éri el a köztudottan napsütötte Los Angeles körzetében... Összehozza a fényt és a sötétséget ugyanabban a filmben, anélkül, hogy ennek módja látszana. Joe Gillis megvilágítása realisztikus, ugyanakkor Norma Desmond villája gótikus kinézetet kap.”
A ruházatot Edith Head jelmeztervező hozta létre. Wilder, Head és Swanson egyetértettek abban, hogy Norma Desmond valamennyire követi a divatot, így ruháit Edith Head úgy tervezte meg, hogy azok Christian Dior 1940-es évekbeli ruháira emlékeztetnek. A ruhákhoz apró díszítéseket adott, hogy Norma Desmond ízlésének megfelelővé, személyesebbé tegye őket.
Swanson a visszaemlékezéseiben azt írja: „A ruhák kicsit egzotikusak, kicsit divatjamúltak voltak.” Head később azt nyilatkozta, hogy ezeknek a ruháknak a megtervezése volt számára a legnehezebb feladat a teljes pályafutása alatt. Magyarázatként hozzátette: „Mivel Norma Desmond a saját elképzelt világában él, úgy kellett kinéznie, hogy mindig megszemélyesít valaki mást.” Head elismerte, hogy eközben Swanson szakértelmére támaszkodott: „Ő hozta létre azt a múltat, amit ismert, én pedig nem.”
Head tervezte William Holden ruháit is, és a mellékszereplők ruháit is; de a hitelesség miatt Wilder azt az utasítást adta, hogy Von Stroheim és Nancy Olson a saját ruháikat viseljék.
A film zenéjét Franz Waxman készítette. Norma Desmond zenei témája tangón alapult, ezt az inspirálta, ahogy Rudolph Valentinóval táncolta a tangót. Ez szándékosan ellentétben állt Joe Gillis bebop témájával. Waxman felhasznált elemeket az 1920-as és 1930-as évek népszerű filmjeinek zenei stílusaiból, hogy ezekkel érzékeltesse Norma Desmond elmebeli állapotát. A film zenei anyaga CD-n csak 2002-ben jelent meg.
Norma Desmond házának kihangsúlyozott leromlásának ábrázolása Hans Dreier díszlettervező munkája, akinek karrierje a némafilmkorszakban kezdődött. Hans Dreier több filmsztár házának berendezését tervezte meg, köztük Mae Westét is. William Haines belsőépítész (és valamikori színész) azzal hárította el a Dreier által tervezett díszlet kritikáját, hogy „Bebe Daniels, Norma Shearer és Pola Negri házának belseje is hasonlóan ronda volt.”
A film forgatása alatt meglehetős nyilvánosságot kapott az egészségére odafigyelő Gloria Swanson fiatalos megjelenése, ami nem alkotott elég kontrasztot William Holden érett kinézetével. Wilder azt szerette volna, ha a korkülönbség jobban megmutatkozik, és a sminkelésért felelős Wally Westmore-t arra utasította, hogy Swanson nézzen ki idősebbnek. Swanson ezt nem fogadta el, és azzal érvelt, hogy egy Norma Desmond korú nő, az ő vagyonával és eltökéltségével nem feltétlenül néz ki öregebbnek, és azt javasolta, hogy inkább Holden kinézetét fiatalítsák meg. Wilder beleegyezett. Így a filmen Swanson (aki akkor mindössze 51 éves volt) fiatalosabb és elbűvölőbb, mint ahogy azt Wilder eredetileg elképzelte.

## Későbbi események
Az Alkony sugárút volt Wilder és Brackett utolsó közös munkája. Barátságban váltak el, a szétválás okáról nem beszéltek a nyilvánosság előtt. A későbbi években Brackett elismerte, hogy nem számított a szétválásra és a pontos okát sem tudja.  Amikor Wildert kérdezték ugyanerről, ő nem válaszolt rá.
1951-ben újból találkoztak a film kapcsán, mert plágium vádjával kellett szembenézniük. Stephanie Joan Carlson, korábban a Paramountnál dolgozó könyvelő azzal vádolta őket, hogy plagizálást követtek el, miután ő 1947-ben több kéziratot juttatott el hozzájuk az ő kérésükre, amiket ő írt a stúdióban zajló életről. Állítása szerint az egyik történet, a Past Performance volt az alapja az Alkony sugárút történetének. Követelésének tételei: 100 000 dollár „általános kár”, 250 000 dollár büntető kártérítés, 700 000 dollár a bevételekből, és további 350 000 dollár ráadásként. A teljes összeg 1 400 000 dollárt tett ki. Carlson követelését a bíróság elutasította két és fél éves tárgyalás után.
1954-ben egy hasonló bírósági ügy kezdődött, amikor Edra Buckler írónő azt állította, hogy a forgatókönyv az ő munkáján alapszik. A bíróság elutasította a vádat a következő évben.
Brackett hollywoodi karrierje folytatódott a Wildertől való szétválás után is. Oscar-díjat kapott az 1953-as Titanic forgatókönyvéért, majd megírta a Niagara (1953) szövegét, amivel Marilyn Monroe  drámai szerepben berobbant a filmvilágba. Ugyanakkor Wilder volt az, aki Monroe komikus képességeit felfedezte a Hétévi vágyakozásban (The Seven Year Itch, 1955) és a Van, aki forrón szeretiben (1959). Brackett karrierje az évtized végével leáldozott.
William Holden jobb szerepajánlatokat kapott, és karrierje emelkedni kezdett. Az 1953-ban bemutatott A 17-es fogolytábor („Stalag 17”) Oscar-díjat hozott neki a főszerepért a legjobb férfiszínész kategóriában (a filmet szintén Wilder rendezte). 1956-ra az Egyesült Államokban a legjobban fizetett színészek közé emelkedett.
Nancy Olson és William Holden párosa sikeresnek számított, további filmekben is feltűntek együtt, amiket az 1950-es években forgattak. Azonban ezek egyike sem érte el az Alkony sugárút sikerét. Nancy Olson főszerepet játszott A szórakozott professzor-ban („The Absent-Minded Professor”, 1961), és a Vigyázat, feltaláló!-ban („Son of Flubber”, 1963). Ez utóbbiban Fred MacMurray volt a partnere. A filmek a nézők körében népszerűek voltak, de Olson karrierje hanyatlani kezdett.
Gloria Swanson több szerepajánlatot kapott az Alkony sugárút után, de ezeket nem fogadta el, mert úgy érezte, hogy mindegyikben csak Norma Desmond gyenge utánzatait kellene játszania. Ezzel gyakorlatilag elfogadta filmes karrierje végét.
A filmet 1960-ban bemutatta New Yorkban egy mozi, és ez annyira kedvező fogadtatásra talált, hogy a Paramount megszervezett egy korlátozott számú vetítéssorozatot az Egyesült Államokban. Vitatható, hogy mennyire, de a fiatalabb amerikai közönség is ismeri a filmet a kábelhálózatokban való időnkénti vetítések miatt.

## Szellemi öröksége
1989-ben a film benne volt abban az első 25-ben, amit „kulturális, történelmi vagy esztétikai fontossága” miatt az amerikai Kongresszusi Könyvtár kiválasztott megőrzésre a nemzeti filmarchívum számára.
Az Amerikai Filmintézet által végzett felmérések azt mutatják, hogy az Alkony sugárút hosszan tartó hatást gyakorol a jelenkori filmkészítőkre. 1998-ban a 12. helyen állt az Amerikai Filmintézet „100 év... 100 filmje” listáján, ami a legjobb filmeket sorolja fel.
2004-ben az Alkony sugárútban elhangzó két idézet is benne van az Amerikai Filmintézet „100 év... 100 filmidézet” listáján („All right, Mr. De Mille, I'm ready for my close-up” és „I am big, it's the pictures that got small!” – a 7. és a 24. helyen álltak).
2005-ben Franz Waxman zenéje a 16. helyen állt az Amerikai Filmintézet „100 év... 100 filmzene” listáján.
Roger Ebert filmkritikus dicsérte Holden és von Stroheim alakítását, Swanson alakításáról pedig azt mondta: „minden idők egyik legnagyobb alakítása”. „Az Alkony sugárút marad a legjobb dráma, ami filmkészítésről szól, mert ez átlát az illúzióikon.”
Pauline Kael kritikus szerint „a film szinte túl okos, de még ebben is a legjobb.” Hozzáteszi: „Nem véletlenül lehet hallani, hogy Billy Wilder a világ legjobb rendezője.”
Amikor Wilder meghalt, a gyászjelentésben kiemelték az Alkony sugárút c. filmet, mint egyik legjelentősebb művét a Gyilkos vagyok (1944), és a Van, aki forrón szereti (1959) mellett.
Az 1990-es évekre az Alkony sugárút legtöbb filmkópiája rossz állapotban volt. A film egyike volt azon utolsó filmeknek, amiket celluloidra rögzítettek (ennek legfontosabb alkotórésze a cellulóz-nitrát), és a legtöbb negatív kópiája is tönkrement. A Paramount Studios úgy gondolta, hogy a film megérdemel egy teljes helyreállítást, ezért egy költséges projektbe kezdtek, aminek célja a digitális formában való helyreállítás volt. A helyreállított változat 2002-ben jelent meg DVD-n.

## Forgatási helyszínek
- Alto Nido nevű lakótömb, Hollywood – Joe Gillis lakhelye
- A Wilshire Boulevardon álló egyik régi ház, Hollywood – a Desmond-ház külső megjelenése
- Paramount Pictures stúdiói, Hollywood – Gillis és Betty Schaefer jelenete a Paramount egyik utcai díszleténél

## Érdekesség
- Norma a sötét udvaron 10-20 méterről lő rá a férfira (aki közben mozgásban van), és mindhárom lövése talál.

## Fordítás
Ez a szócikk részben vagy egészben  a   Sunset Boulevard (film) című angol Wikipédia-szócikk fordításán alapul.  Az eredeti cikk szerkesztőit annak laptörténete sorolja fel. Ez a jelzés csupán a megfogalmazás eredetét és a szerzői jogokat jelzi, nem szolgál a cikkben szereplő információk forrásmegjelöléseként.